# Nihilisterna
Nihilisterna är ett ofullbordat och opublicerat Drama av Anne Charlotte Leffler, skrivet 1879. Manuskriptet till dramat finns bevarat i Kungliga biblioteket i Stockholm.
Verket tillkom i en tid då Leffler intresserade sig flitigt för samtidens politiska strömningar, bland annat nihilismen. Pjäsen var ämnad att bli en tragedi, men kom av okänd anledning aldrig att fullbordas.

### Fotnoter
1. ↑  ”Anne Charlotte Lefflers papper”. Arken. Kungliga Biblioteket. Arkiverad från originalet den 4 juli 2019. https://web.archive.org/web/20190704203143/https://arken.kb.se/SE-S-HS-L4. Läst 29 november 2012.
2. ↑  Sylvan 1984, s. 79-80.